# Sobór św. Teodora Tyrona w Pińsku
Sobór św. Teodora Tyrona – prawosławny sobór w Pińsku, w dekanacie pińskim eparchii pińskiej i łuninieckiej Egzarchatu Białoruskiego Patriarchatu Moskiewskiego.

## Historia
Sobór św. Teodora Tyrona budowany był w latach 1991–2001 według projektu architekta Leanida Makarewicza. Patron świątyni jest równocześnie patronem całego miasta; w przeszłości w Pińsku znajdowały się inne cerkwie pod tym wezwaniem, które jednak nie zachowały się. Cerkiew wzniesiono w stylu nawiązującym do architektury rosyjsko-bizantyjskiej, w szczególności do zbudowanych z białego kamienia świątyń na ziemi włodzimierskiej i suzdalskiej. Gotowy obiekt poświęcił w 2001 podczas wizyty duszpasterskiej na Białorusi patriarcha moskiewski i całej Rusi Aleksy II.
W 2002, według cerkiewnej tradycji, przechowywana w soborze ikona patronalna wykonana dwa lata wcześniej zaczęła w nadprzyrodzony sposób wydzielać wonny olej. Od tego czasu jest obiektem szczególnej czci wiernych.
Świątynia położona jest w pińskiej dzielnicy Ługi. Jest budowlą pięciokopułową, ze skromnie dekorowanymi elewacjami o długich, wąskich oknach. Dzwonnica soboru jest budowlą wolno stojącą o wysokości 50 metrów. Zawieszono na niej dzwon o wadze dwóch ton. Widnieją na nim z postacie Teodora Tyrona i Makarego Kaniowskiego, wyobrażenie soboru i herb Pińska. Oprócz niego na dzwonnicy znajduje się dziesięć mniejszych dzwonów odlanych w Woroneżu, zawieszonych na niej po ukończeniu budowy. Przy soborze działa szkoła niedzielna z oddziałami dla dzieci i dorosłych, biblioteka, żeńskie stowarzyszenie zajmujące się dobroczynnością.

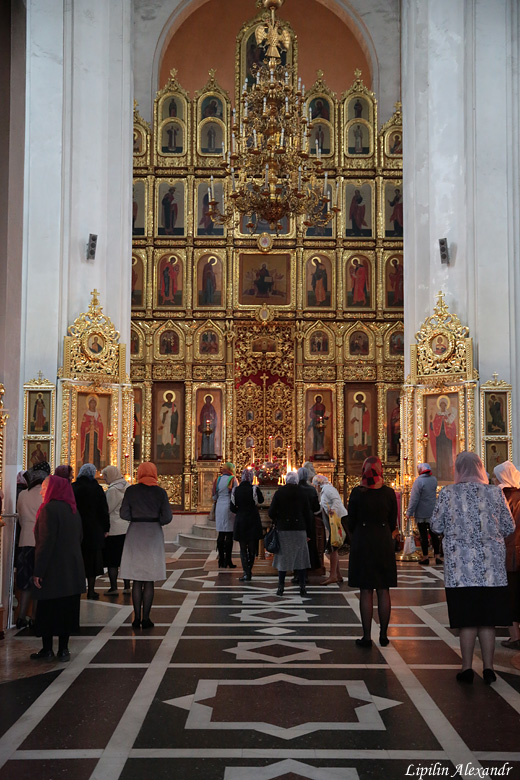
Wnętrze